# Christoph Ludwig Hoffmann

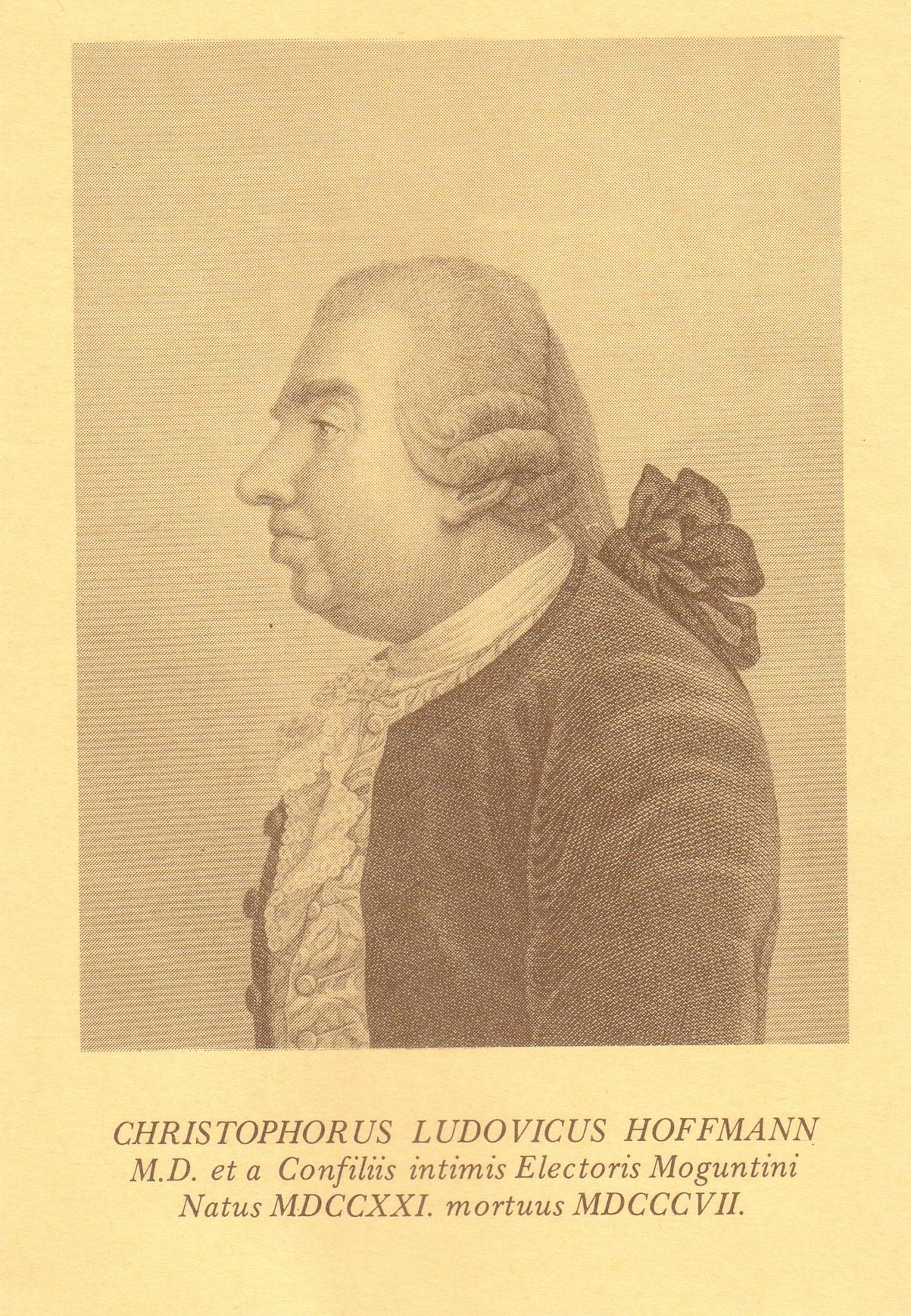
Christoph Ludwig Hoffmann.

Christoph Ludwig Hoffmann, född 3 december 1721 i Rheda, död 28 juli 1807 i Eltville, var en tysk läkare.
Hoffmann var en tid direktör för medicinska kollegiet i Münster, men flyttade 1787 över till Mainz, där han blev kurfurstligt geheimeråd. Han vann ett namn i medicinens historia genom sitt medicinska system, vilket skulle sammansmälta kemiatrernas teorier med de av Albrecht von Haller funna resultaten över nervsystemets förrättningar. I Hoffmanns terapi spelar jämte dieten syror, alkalier och stimulerande medel huvudrollen.